# コルノヴェッキオ
コルノヴェッキオ（伊: Cornovecchio）は、イタリア共和国ロンバルディア州ローディ県にある、人口約200人の基礎自治体（コムーネ）。

## 地理

### 位置・広がり

#### 隣接コムーネ
隣接するコムーネは以下の通り。括弧内のCRはクレモナ県所属を示す。
- カゼッレ・ランディ
- コルノ・ジョーヴィネ
- クロッタ・ダッダ (CR)
- マレーオ
- メレーティ
- ピッツィゲットーネ (CR)

### 地勢・地形
- 河川：アッダ川

### 気候分類・地震分類

気候分類では、zona E, 2545 GGに分類される。
また、イタリアの地震リスク階級 (it) では、zona 3 (sismicità bassa) に分類される。